# 五所川原市立梅泉小学校
五所川原市立梅泉小学校（ごしょがわらしりつ うめいずみしょうがっこう）は、青森県五所川原市にあった公立小学校。

## 概要
- 本校は、梅田・中泉地区が鶴田町から五所川原市に編入された事に伴い、鶴田町立梅沢小学校の学区から分離して設立された学校である。主な進学先は、五所川原第三中学校。

## 沿革
- 1962年（昭和37年）
  - 4月1日 - 開校。ただし、校舎はこの時点では完成しておらず、鶴田町立梅沢小学校に通っていた。
  - 11月16日 - 校舎完成。これにより、事実上鶴田町立梅沢小学校から完全分離。
- 1965年（昭和40年）1月25日 - 校歌制定。
- 1969年（昭和44年）7月25日 - 水泳プール完成。
- 2001年（平成13年）3月31日 - 五所川原市立三輪小学校への統合により、閉校。

## 学区
- 梅田・中泉

## 周辺
- 青森県道160号羽野木沢梅田線
- 青森県道38号五所川原黒石線
- 五所川原市役所梅沢支所
  - 梅沢コミュニティセンター
- 熊野宮
- 教円寺

## アクセス
- 弘南バス「中泉入口」バス停から徒歩約330m・約6分[1]。
- 梅沢郵便局から約1.2km、徒歩約25分・車で1～2分。
- 五所川原駅から車で約6.6km・約10分。
- 陸奥鶴田駅から車で約5.7km・約9分。

## 参考資料
- 『青森県教育史 別巻』（青森県教育委員会・1973年12月20日発行）「学校沿革 小学校」
  - 735頁「梅泉小学校」
  - 802頁「梅沢小学校」
- 『鶴田町史 下巻』（鶴田町・昭和54年3月31日発行）505頁～515頁「第十一章 教育・第三節 各学校」